# Nomogram
A nomogram (ritkábban számolóábra) többváltozós függvények síkbeli ábrázolására és az egymáshoz tartozó értékek meghatározására szolgáló ábra. Rendszerint skálákat tartalmaz, amelyekre az ismert értékek felvihetők, és egy skálát az eredmény leolvasásához. Nomogram segítségével egy háromváltozós függvény tetszőleges két változójának ismeretében meghatározható az ismeretlen harmadik. A számítógépek elterjedése előtt a nomogramokat széles körben használták főleg mérnöki számításoknál, de más területeken is. A nomogram segítségével meghatározott érték pontossága korlátozott, függ a skálák és a jelölések használatának pontosságától, de nagy előnye, hogy igen gyors módszer és tájékoztatást ad használójának arról is, hogy a kiinduló értékek kis változtatása hogyan hat az eredményre. Descartes-koordináták helyett párhuzamos koordináta-rendszert alkalmaznak. Bonyolultabb függvények esetén gyakran görbe vonalakat használnak a könnyebb szerkesztés és leolvasás érdekében. Az eredmény úgy kapható meg, hogy a független változók értékét összekötjük egy egyenes szakasszal; ahol ez metszi a harmadik tengelyt, ott van az ismeretlen értéke. A nomogramok elméletét több korábbi felfedezés után Philbert Maurice d'Ocagne francia matematikus (1862–1938) dolgozta ki, és terjesztette el széles körben főleg műszaki alkalmazások számára.
A nomogramoknak az idők folyamán sokféle változatát fejlesztették ki, de a legtöbb három alaptípusba, a pontsoros, vonalsereges vagy hálózati és vegyes típusba sorolható. A felhasználónak nem kellett értenie a logarléchez, a táblázatok kezeléséhez vagy az egyenletekhez, még behelyettesíteni sem kellett. Sok nomogram további jelölésekkel él, mint színezések vagy címkék, amelyek mindegyike hasznos a felhasználó számára. Készítői úgy tervezték, hogy csak a releváns szakaszok szerepeljenek rajta.

## Leírása

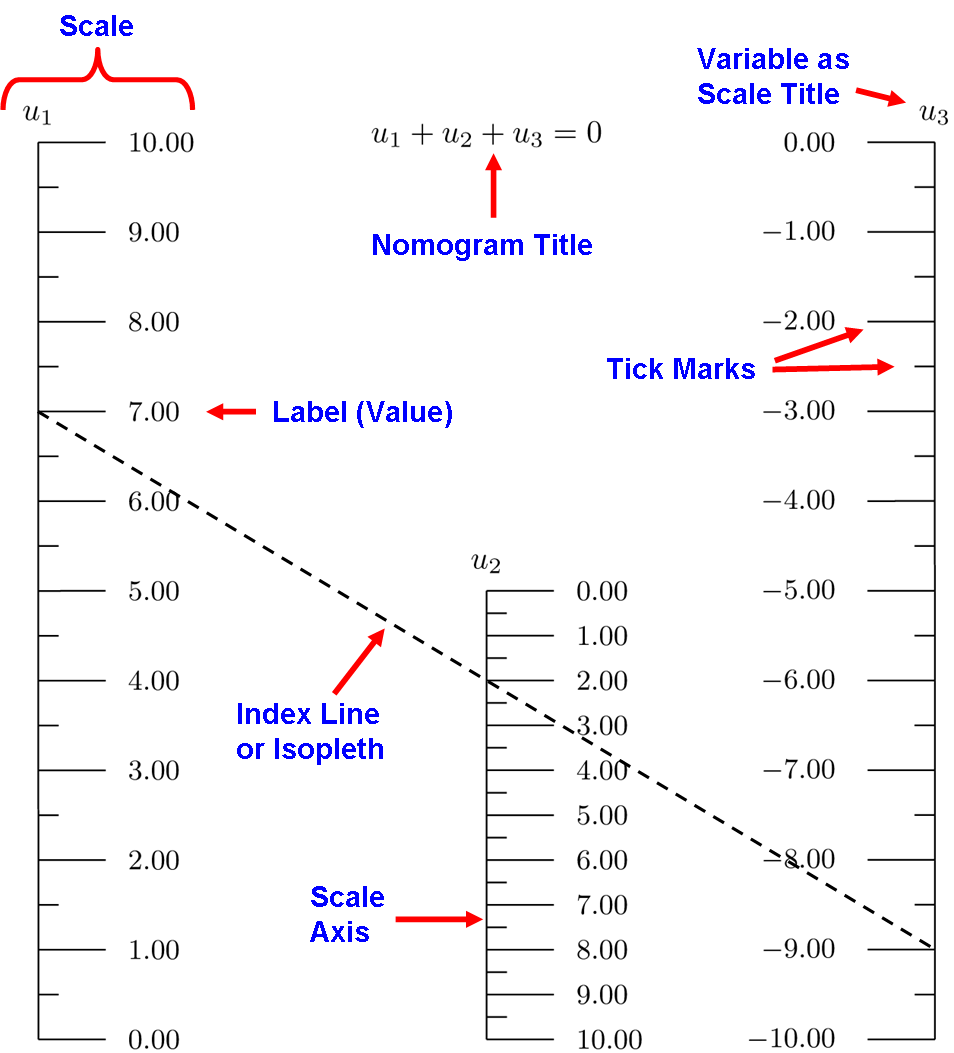
Párhuzamos skálájú nomogram a részek angol nevével

A háromváltozós egyenletekhez készült nomogramok többnyire három tengelyt tartalmaznak, habár vannak olyanok is, amelyek csak két tengelyt. Két skálán az ismert mennyiségek mérhetők fel, a harmadikról az eredmény olvasható le. A legegyszerűbb ilyen egyenlet az u1 + u2 + u3 = 0, ahol u1, u2 és u3 változók.
Bonyolultabb egyenletek néha visszavezethetők három változó függvényének összegeként.
A függő változó skálája lehet külső, vagy lehet az ismert változók skálái között. Az ismert értékeket a megfelelő skálán kell jelölni, és vonalat húzni, vagy illeszteni ezekre a pontokra. Innen az egyenes kimetszi a függő változó értékét a harmadik skáláról. A skálák lehetnek lineárisak, logaritmikusak, vagy készülhetnek más beosztással is.
A viszonylag egyszerű számításokhoz megfelelőek az egyenes skálák, de a bonyolultabbak görbe skálákat igényelnek. Ezekre majd mutatunk példát. Néhány nomogram több mint három változót tartalmaz, ezekben vagy két skála hálója képvisel két változót, vagy összetett nomogramok, amelyek több nomogramból állnak, kevesebb változóval.

### Pontsoros nomogramok

Pontsoros nomogram az 1/x + 1/y = 1/z függvényre. A piros egyenes az u = 42, v = 56 és z = 24 számítás eredményét mutatja

Legegyszerűbbek a háromváltozós függvények változói közötti kapcsolatok ábrázolására készült nomogramok. Ezek egy
{\displaystyle F(u,v,z)=0\,}
típusú függvény u, v és z változói közötti összefüggést ábrázolják. Az egyes változók értékei három (egyenes vagy görbe) vonalra rajzolt legtöbbször nemlineáris skálán olvashatóak le. Ha két változó értéke ismert, az általuk jelölt ponton átfektetett egyenes a harmadik változó vonalán kimetszi a hozzájuk tartozó értéket.

### Szorzat nomogramjai
Az alábbi pontsoros nomogramok mind az
{\displaystyle z=u\cdot v\,}
függvény változói közötti kapcsolatot ábrázolják, a sötétkék skála az u, a világoskék a v és a piros a z változónak felel meg:

Ocagne nomogramja párhuzamos egyenesekkel
"Clark köre"
Möbius nomogramja (parabola)
Clark-levél

### Egyéb pontsoros nomogramok

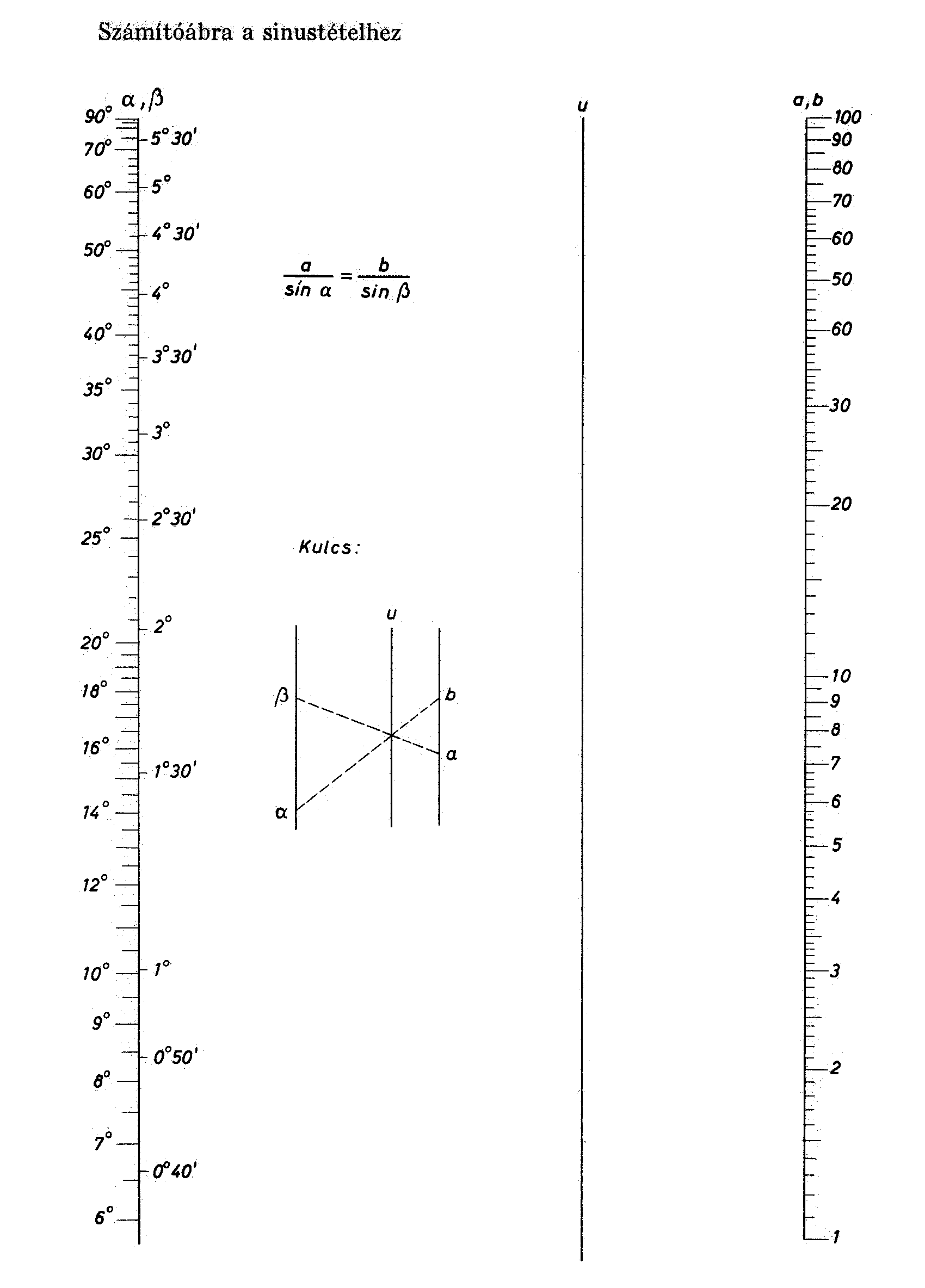
Számolóábra a szinusztételhez

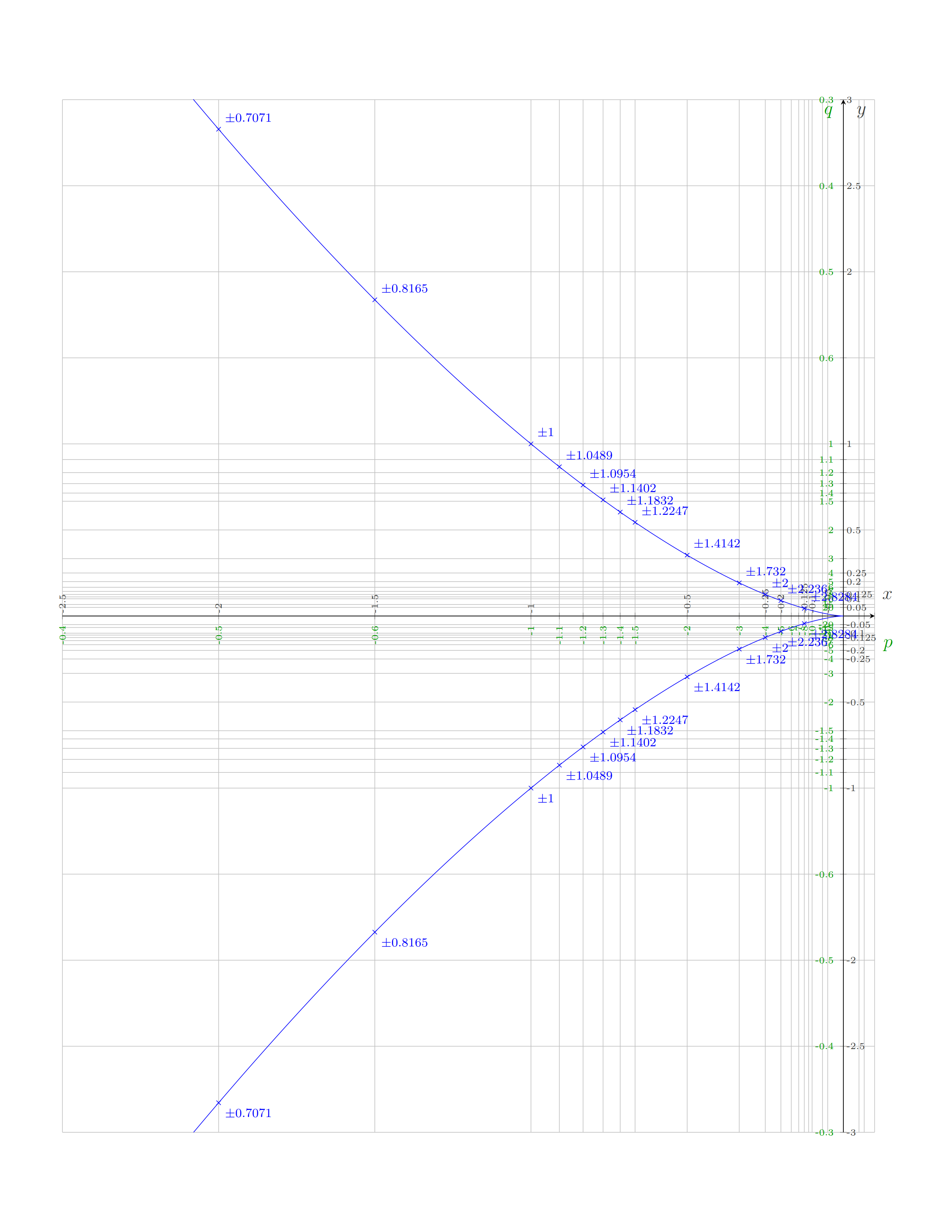
Számolóábra az x^3+px+q=0 harmadfokú egyenlet megoldásához

Csak néhányat mellékelünk: egy vonalzó ráhelyezésével könnyen kiszámolhatjuk a szinusztétel hiányzó tagját vagy a másod- illetve harmadfokú egyenlet gyökeit.

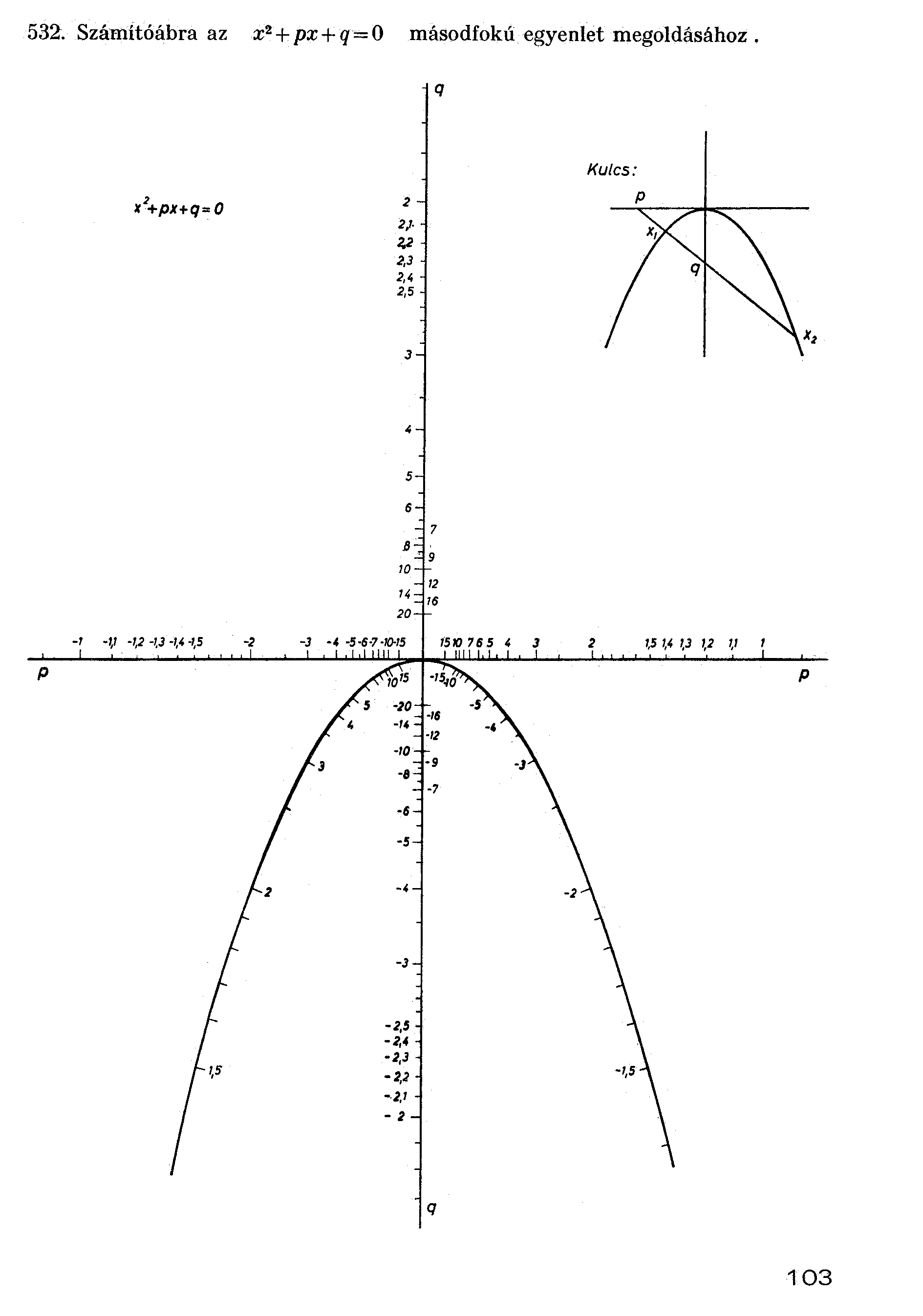
Számolóábra a másodfokú egyenlet megoldásához.

### Vonalsereges nomogramok

Smith-diagram elektromágneses síkhullámok és távvezetékeken terjedőjelek számításához

A vonalsereges nomogramoknál a függvényt két vagy több részre bontják és az összetartozó értékeket meghatározott előírás szerint vezetett egyenes szakaszok egymásutánja jelöli ki.

## Felhasználása
A nomogramok felhasználási területei változatosak.
- d'Ocagne eredetileg a francia vasútvonal földmunkálataihoz végzett számításokat. A számítások nem voltak triviálisak, és eredményként pénzt, időt és erőfeszítést lehetett spórolni.
- Gátak csatornák és vezetékek tervezéséhez a vizek szabályozásának céljára.
- Lawrence Henderson nomogramokat használt a vér fiziológiájának különféle jellemzőinek kapcsolatainak felderítésére. Ez volt az első alkalom, amikor nomogramokat használtak az Amerikai Egyesült Államokban, és az orvosi alkalmazások szempontjából is első, amit számos további követett a témában.
- Ballisztikus számítások, a tűzszerészet időkritikus volta
- Gépek szerkesztésekor a terv dimenzióiból a valódi méretek kiszámítása és következtetés különféle tulajdonságokra. Ezek a nomogramok gyakran tartalmaznak jelöléseket a szabvány méretekre, és előgyártott alkatrészekre is utalnak.
- Statisztikából az eloszlások tulajdonságai alapján végzett számításokra.
- Minőség-ellenőrzés, az elfogadási tesztek ellenőrzésére
- Operációkutatás, különféle optimalizációs problémák megoldása
- Kémia és vegyészmérnökség, általános fizikai kapcsolatokkal és tapasztalati adatokkal bizonyos meghatározott vegyületekről.
- Repüléstudomány, évtizedekig használták különféle repülőgépek pilótafülkéiben. Gyors, könnyen használható és kompakt számológépek voltak a navigáció számára is.
- Csillagászati számítások, például Pavel Jefimovics Eljaszberg(wd) számításai a Szputnyik–1 pályájának kiszámítására.[3]
- Mérnöki számítások: Elektromos szűrők és vezetékek, mechanikai tulajdonságok, optikai számítások, és így tovább.
- Katonai alkalmazások, gyors számítások a helyszínen elektromos áram nélkül.

## Példák

Párhuzamos ellenállás nomogram

### Harmonikus közép
A harmonikus középnek több alkalmazása is van, amire nomogramok készültek. Ezek gyakran nem a két szám harmonikus közepét számítják ki, hanem még el is felezik, mert arra van szükség például a párhuzamos ellenállások összértékének kiszámításához vagy a vékony lencsékkel kapcsolatos számításokhoz. A nomogram ezt a képletet számítja ki:
{\displaystyle {\frac {1}{1/A+1/B}}}
Ez a nomogram nem lineáris számítást végez egyenes tengelyekkel és egyenletes osztású skálákkal. A képletben szereplő A és B skálája rendre vízszintes illetve függőleges, az eredmény pedig az átlós egyenesről olvasható le. A példában két ellenállás együttes ellenállását számítjuk ki, az egyik 56, a másik 42 ohm, az együttes ellenállás 24 ohm. A nomogram értelmezhető úgy is, hogy ha a tárgy 56 cm-re van a lencsétől, és a valódi kép a lencsétől 42 cm-re keletkezik, akkor a lencse fókusztávolsága 24 cm.

### Khí-négyzet próba

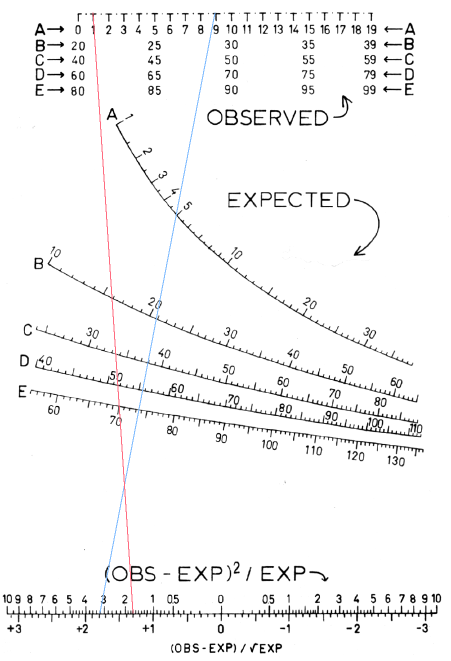
A khí-négyzet eloszlás nomogramja

A khí-négyzet próba egy statisztikai próba eloszlások vizsgálatára. Példa nomogramunk ehhez számít néhány fontos értéket. Ez a nomogram görbe és egyenlőtlen beosztású tengelyeket is használ.
A statisztika értéke:
{\displaystyle \chi ^{2}=\sum _{i=1}^{n}{\frac {(O_{i}-E_{i})^{2}}{E_{i}}}=N\sum _{i=1}^{n}{\frac {\left(O_{i}/N-p_{i}\right)^{2}}{p_{i}}}}
ahol:
{\displaystyle \chi ^{2}} = a statisztika, ami aszimptotikusan khí-négyzet eloszláshoz tart
{\displaystyle O_{i}} = az i típusú megfigyelések száma
{\displaystyle N} = az összes megfigyelés száma
{\displaystyle E_{i}=Np_{i}} = a nullhipotézis alapján jósolt eredmény
{\displaystyle n} = a táblázat celláinak száma.
A fenti skála a megfigyelt értékek szerint öt tartományt jelez: A, B, C, D, E. A megfigyelt érték ezek egyikébe esik, és a skálán a jelölés közvetlenül fölötte van. A grafikon görbült skálái közül azt a tartományt kell választani, ahová a megfigyelt érték esik, ezen a skálán kell megtalálni a várható értéket. Például, ha a megfigyelt érték 9, akkor az az A tartomány, ezért az A tartományhoz tartozó görbét kell választani. Ha a megfigyelt érték 81, az az E tartomány, és az E jelű görbén kell megtalálni a várható értéket. Ezzel tulajdonképpen öt nomogramot vettek fel egy diagramra.
Az ábrán a kék vonal a
(9 − 5)2/ 5 = 3.2
számítást, a piros a
(81 − 70)2 / 70 = 1.7
számítást jelzi. A próbához gyakran használják a Yates-féle folytonossági korrekciót, ami azt jelenti, hogy levonnak az értékekből 0,5-et. Emiatt a megfigyelt tengelyeket balra kell tolni 0,5-del, és emiatt szerepelnek 0,5; 1,5; 2,5 a mellékelt ábrán.

### Élelmiszer kockázat
Habár a nomogramok matematikai kapcsolatokon alapulnak, nem mindegyik mögött áll matematikai háttér. A következő példát grafikusan fejlesztették ki a megfelelő végeredményért, amihez az élelmiszer tulajdonságai határoznak meg. Ezeket szubjektív egységekben adják meg. A nem párhuzamos tengelyek miatt nemlineáris kapcsolatok is kifejezhetők.
A négyzetes dobozokban levő számok azt jelzik, hogy ez a tengely bemeneti adathoz tartozik.
A felső rész nomogramjai a termék előfordulási valószínűségét és elérhetőségét határozzák meg, amiket az alsó nomogramokon további számításokhoz kell felhasználni.
A 8-as és a 10-es tengelyek a tie és a pivot tengelyek, amelyek a diagram különböző részeit kapcsolják össze.
Az utolsó két logaritmikus beosztású tengelyek a kockázati pontszámot mintavételezési gyakoriságként értelmezik, amihez még biztonsági és fogyasztóvédelmi aspektusokat is figyelembe vesznek. A példában a legkisebb gyakoriság három évenkénti egyszeri, habár a magas kockázati vég különbözik a két aspektus esetén, és különböző gyakoriságot adnak meg, ami a kettő számára különböző gyakoriságokat jelent, de minden élelmiszerből legalább háromévente mintát kell venni.
Ezt a nomogramot az Egyesült Királyság Public Analyst Service-a fejlesztette ki a UK Food Standards Agency támogatásával. Célja az, hogy segítsen meghatározni a mintavételi gyakoriságot a hivatalos élelmiszer-vizsgálathoz, tekintetbe véve az összes potenciális problémát az élelmiszerekkel kapcsolatban.

### Minta méretének becslése
Ez a nomogram a statisztikai mintavételek mintaméretének meghatározását segíti. Négy paramétert használ, az egyik rögzített: hatás méret (rhó vagy delta), statisztikai erő, alfa (rögzített) és esetszám.
A feltételezett hatásméret kifejezhető korrelációs együtthatóval (rhó) vagy közepek standardizált különbségeként. A standardizált különbség egyenlő a két populáció közepeinek abszolút értéke osztva a populáció standard szórásával.
A statisztikai erőt 1 - β becsli, ahol β a másodfajú hiba valószínűsége. A másodfajú hiba azt jelenti, hogy elfogadjuk a nullhipotézist, de az valójában nem igaz. Cohen (1977) ajánlása szerint a β 0,20-os értékéhez a 0,80 érték tartozik.
A nomogram két statisztikai szignifikanciaszintet rögzít: α = 0,05 vagy 0,01. Ezek a leggyakrabban használt értékek. Ez az elsőfajú hiba valószínűsége. Az elsőfajú hiba azt jelenti, hogy a nullhipotézist elvetjük, pedig igaz.
A mintaméret megtalálásához meg kell becsülni a hatásméretet a populációban (rhó vagy δ) a bal tengelyen, az erő értékét a jobb tengelyen, és egy egyenessel összekötni őket. Ahol az egyenes metszi a megfelelő középső tengelyt, az adja a becslést a minta méretére a megfelelő szignifikanciaszint mellett.
Például, ha a populáció korreláció becslése 0,30, és a statisztikai erő 0,80, és a statisztika választott szintje 0,05, akkor a mintaméret felfelé kerekítve N = 70, pontosabban 68.

## Fordítás
- Ez a szócikk részben vagy egészben  a   Nomogram című angol Wikipédia-szócikk fordításán alapul.  Az eredeti cikk szerkesztőit annak laptörténete sorolja fel. Ez a jelzés csupán a megfogalmazás eredetét és a szerzői jogokat jelzi, nem szolgál a cikkben szereplő információk forrásmegjelöléseként.